# Indžera
Indžera (tigrajsky እንጀራ) je tenká placka nakyslé až ostře kyselé chuti. Peče se z mouky získané ze semen trávy miličky habešské, zvané v Etiopii tef, na kterou se v Etiopii a Eritreji kladou pokrmy a balí se do ní při jejich konzumaci (v Etiopii i Eritreji se jí pravou rukou). Slouží tak současně jako talíř, příbor a chléb. Indžera je tradiční a každodenní součást etiopské a eritrejské kuchyně.
Indžera se připravuje smísením těsta z miličky habešské s vodou. Takto vzniklá směs se nechá několik dní fermentovat a poté se nalije na pánev, kde se z ní upeče široká, tenká placka.